# Hybanthus setigerus
Hybanthus setigerus är en violväxtart som först beskrevs av A. St.-hil., och fick sitt nu gällande namn av Henri Ernest Baillon. Hybanthus setigerus ingår i släktet Hybanthus och familjen violväxter. Inga underarter finns listade i Catalogue of Life.